# العلاقات الجزائرية اللاتفية
العلاقات الجزائرية اللاتفية هي العلاقات الثنائية التي تجمع بين الجزائر ولاتفيا.

## مقارنة بين البلدين
هذه مقارنة عامة ومرجعية للدولتين:
| وجه المقارنة                                              | الجزائر                      | لاتفيا                                             |
| --------------------------------------------------------- | ---------------------------- | -------------------------------------------------- |
| المساحة (كم2)                                             | 2.38 مليون                   | 64.59 ألف                                          |
| عدد السكان (نسمة)                                         | 38.81 مليون                  | 1.93 مليون                                         |
| الكثافة السكانية (ن./كم²)                                 | 16.31                        | 29.88                                              |
| العاصمة                                                   | الجزائر                      | ريغا                                               |
| اللغة الرسمية                                             | اللغة العربية، لغات أمازيغية | اللغة اللاتفية                                     |
| العملة                                                    | دينار جزائري                 | يورو، لاتس لاتفي، الروبل اللاتفي ‏، الروبل اللاتفي ‏ |
| الناتج المحلي الإجمالي (بليون دولار)                      | 170.37 مليار                 | 30.26 مليار                                        |
| الناتج المحلي الإجمالي (تعادل القوة الشرائية) بليون دولار | 582.63 مليار                 | 49.24 مليار                                        |
| الناتج المحلي الإجمالي الاسمي للفرد دولار أمريكي          | 4.21 ألف                     | 14.06 ألف                                          |
| الناتج المحلي الإجمالي للفرد دولار أمريكي                 | 14.19 ألف                    | 23.55 ألف                                          |
| مؤشر التنمية البشرية                                      | 0.745                        | 0.819                                              |
| رمز المكالمات الدولي                                      | +213                         | +371                                               |
| رمز الإنترنت                                              | .dz                          | .lv                                                |
| المنطقة الزمنية                                           | ت ع م+01:00                  | ت ع م+02:00، ت ع م+03:00، أوروبا/ريغا ‏             |

## منظمات دولية مشتركة
يشترك البلدان في عضوية مجموعة من المنظمات الدولية، منها:
| علم المنظمة | اسم المنظمة                               | تاريخ انضمام الجزائر | تاريخ انضمام لاتفيا |
| ----------- | ----------------------------------------- | -------------------- | ------------------- |
|             | مؤسسة التنمية الدولية                     | 26 سبتمبر 1963       | 11 أغسطس 1992       |
|             | يونسكو                                    | 15 أكتوبر 1962       | 9 يوليو 1951        |
|             | وكالة ضمان الاستثمار متعدد الأطراف        | 4 يونيو 1996         | 21 أغسطس 1998       |
|             | الأمم المتحدة                             | 8 أكتوبر 1962        | 17 سبتمبر 1991      |
|             | الفريق المعني برصد الأرض                  | 2005                 | ?                   |
|             | الاتحاد البريدي العالمي                   | ?                    | ?                   |
|             | البنك الدولي للإنشاء والتعمير             | 26 سبتمبر 1963       | 11 أغسطس 1992       |
|             | المنظمة الهيدروغرافية الدولية             | ?                    | ?                   |
|             | الاتحاد الدولي للاتصالات                  | 3 مايو 1963          | 11 ديسمبر 1921      |
|             | منظمة حظر الأسلحة الكيميائية              | ?                    | ?                   |
|             | مؤسسة التمويل الدولية                     | 23 سبتمبر 1990       | 29 سبتمبر 1993      |
|             | المركز الدولي لتسوية المنازعات الاستشارية | 22 مارس 1996         | 7 سبتمبر 1997       |
|             | منظمة التجارة العالمية                    | ?                    | 1999                |
|             | منظمة الشرطة الجنائية الدولية             | ?                    | ?                   |

## وصلات خارجية
- موقع وزارة الخارجية الجزائرية
- موقع وزارة الخارجية اللاتفية